# Chapelle de Saint-Rouin
La chapelle de Saint-Rouin est une chapelle située dans la commune française de Beaulieu-en-Argonne, dans le département de la Meuse en région Grand Est.

## Situation
La chapelle se trouve au nord-ouest du village, au sein d'une forêt de l'Argonne, région naturelle de l'est de la France. 

## Histoire

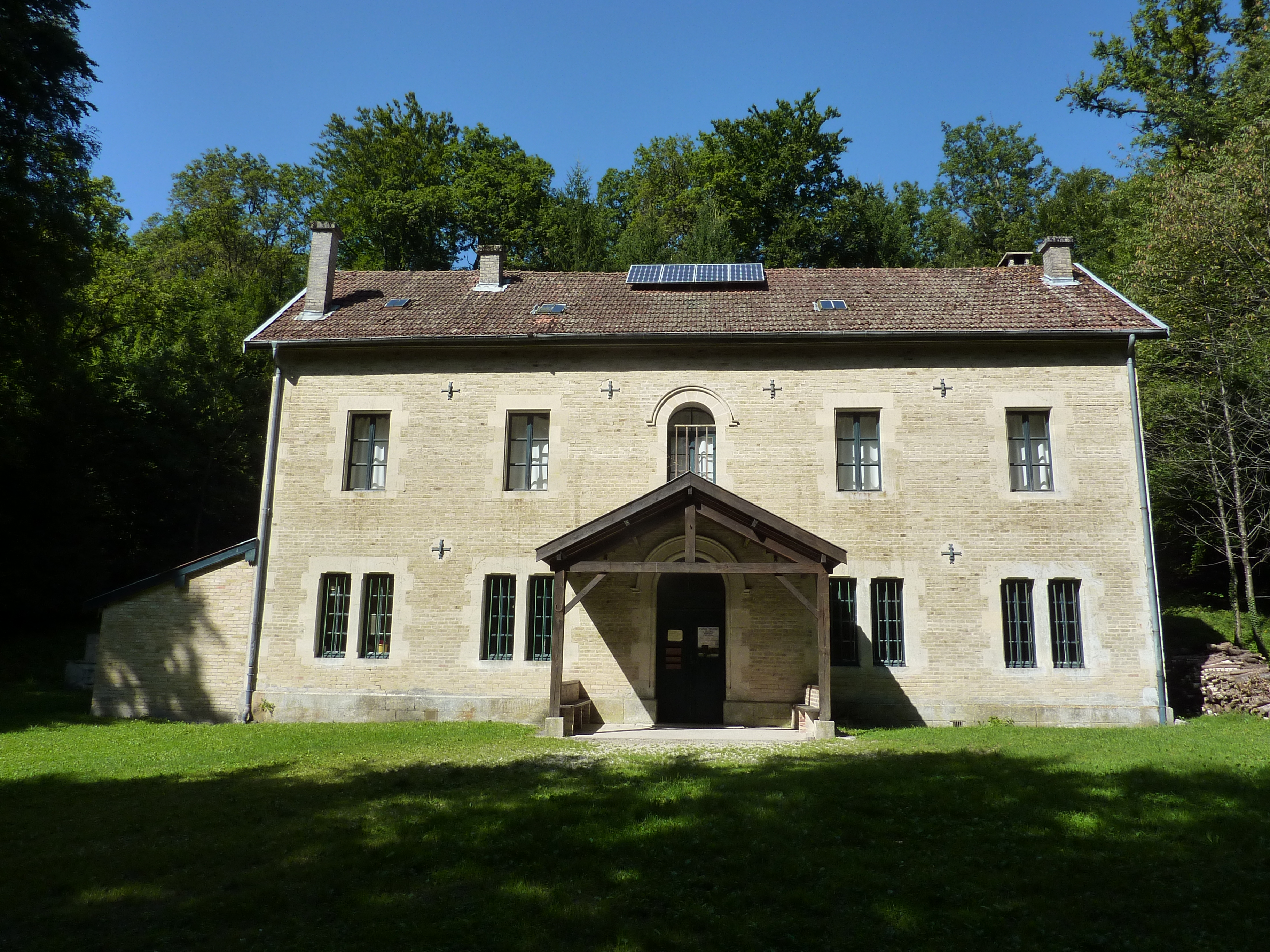
Ermitage de Saint-Rouin.

La chapelle a été construite de 1954 à 1961 à l'emplacement d'un ancien oratoire du XVIIe siècle et ermitage.

## Description
Le bâtiment trapézoïdal sur piliers en béton avec toit plat est surmonté d'une flèche sur le toit et d'une croix en aluminium de sept mètres de haut.
L'édifice a été réalisé selon les plans de l'architecte et dominicain Louis-Bertrand Rayssiguier, un élève de Le Corbusier.
Les vitraux au plomb ont été réalisés en 1959 d'après les modèles de Kimié Bando, alors âgée de 10 ans, fille du peintre japonais Toshio Bando (1895-1973).

Vitraux de Kimié Bando
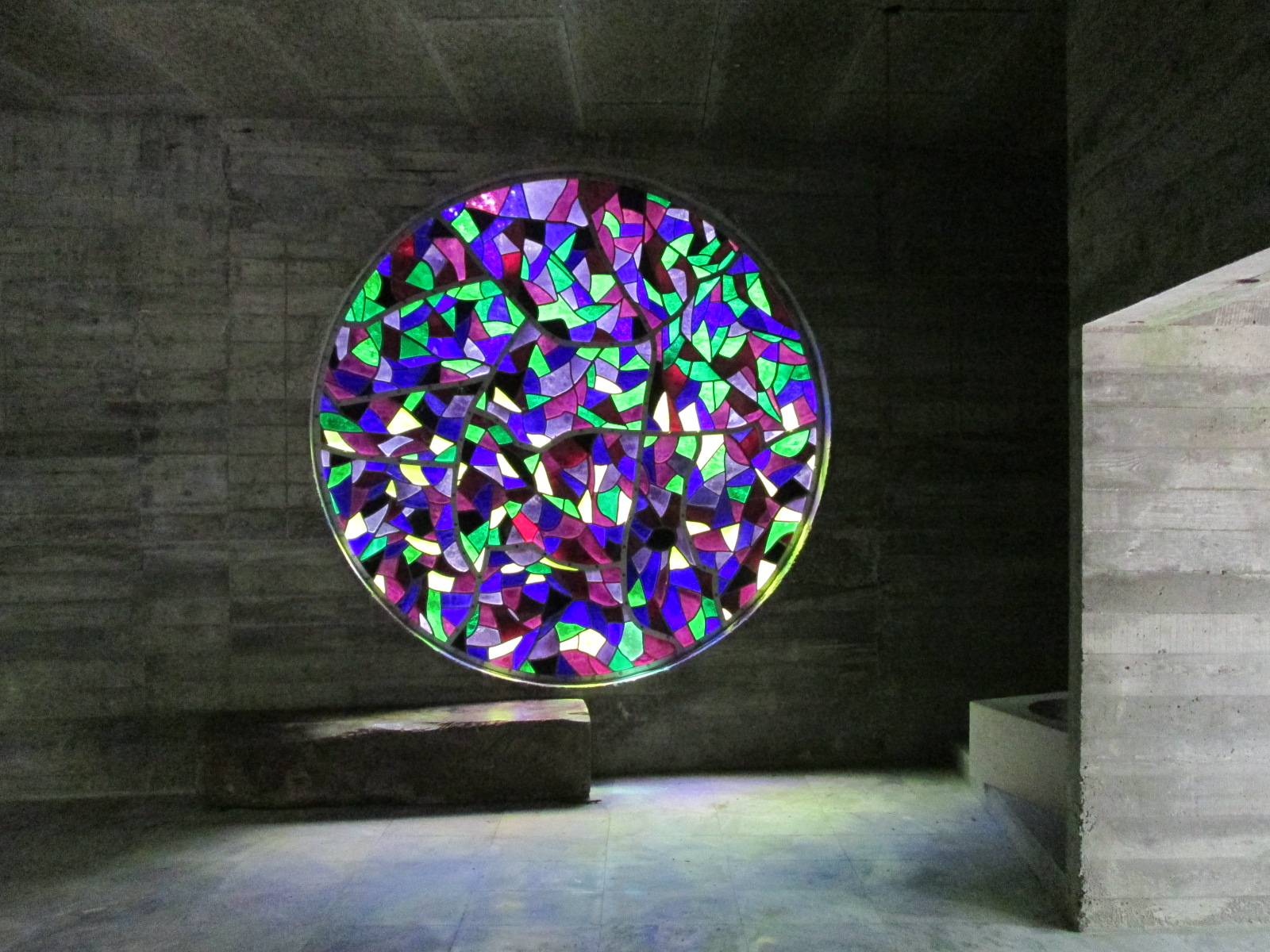
Vitrail circulaire.
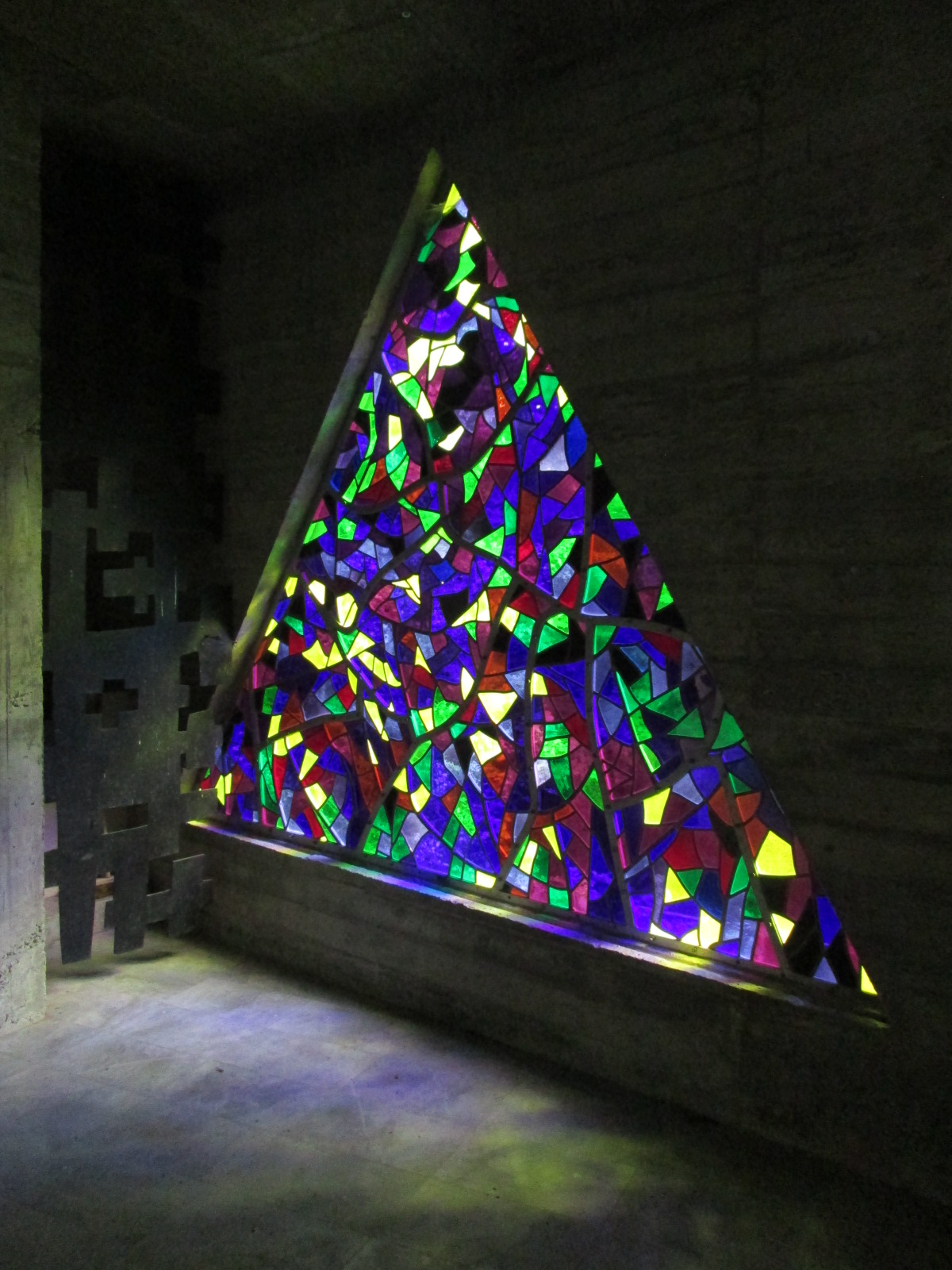
Vitrail triangulaire.
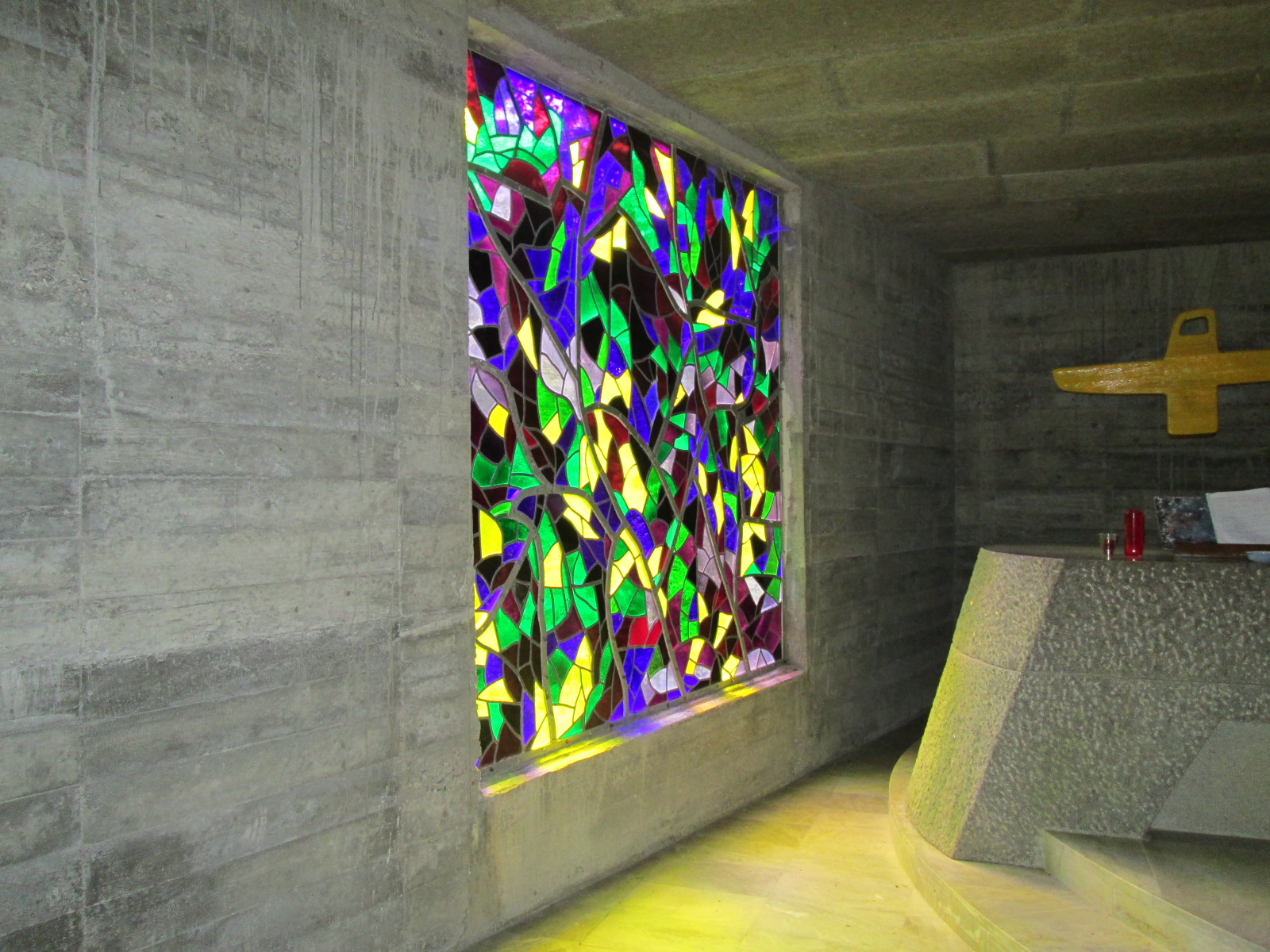
Vitrail carré.

L'aménagement intérieur a été réalisé par le sculpteur Pierre Székely : autel, porte, croix, confessionnal, sol, bénitier,.

## Protection
La chapelle est classée par arrêté du 20 novembre 1998 sur la liste des monuments historiques.